# 瓦扎木基
瓦扎木基（1913年2月9日—2006年1月27日），四川凉山州冕宁县人，彝族，中华人民共和国政治人物。

## 生平
40年代初，由于瓦扎木基思想进步而受到中共地下组织的关注和培养，按照党组织的安排，以冕宁县参议会候补参议员、冕宁县西康省立边民小学教员等身份进行党的秘密活动，掩护过多名地下党员和进步青年。1949年5月份，中共冕宁县工委成立，设在瓦扎木基家附近，大部分地下党员都住在他的家中，由他提供食物和掩护。1949年9月瓦扎木基加入了中国共产党。
1950年3月28日中国人民解放军占领西昌后，任冕宁县副县长、西康省人民政府委员、中央人民政府民族事务委员会委员、西昌民族干部学校副校长。1950年12月26日至31日，在西昌召开了西昌专区各族各界人民代表会议，瓦扎木基任西昌专区副专员。1951年4月16日至22日，昭觉县彝族自治区第一届人民代表大会召开，成立了昭觉县彝族自治区人民政府（县级），瓦扎木基被选举为自治区主席（县长级）。1952年9月24日至10月7日，在昭觉召开了涼山彝族自治區各族各界代表会议，成立了凉山彝族自治区协商委员会，协商选举瓦扎木基为涼山彝族自治區人民政府主席。1955年4月根据《中华人民共和国宪法（1954年）》规定，改凉山彝族自治区为凉山彝族自治州，改自治区人民政府为自治州人民委员会，选举瓦扎木基为州长，并兼任州协商委员会主席。此后，任凉山州人民检察署署长、凉山州民干校校长等。1957年，出任中共凉山州委书记处书记。他还是凉山州政协第二至四届副主席。1973年后任凉山州革命委员会副主任。1981年调任凉山州人大常委会主任、党组书记。
此外，瓦扎木基还是第一、二、三、七届全国人大代表，第五、六届全国政协常委。他于1984年离休，2006年逝世。